# Héraclas de Alexandria
Papa Héraclas de Alexandria foi o patriarca de Alexandria, entre os anos de 232 e 248. A exemplo de seu antecessor, Demétrio, Héraclas também teve uma relação próxima a Orígenes.
Falecido em 248, Héraclas é considerado santo pela Igreja Ortodoxa Copta, sendo sua festa comemorada em 18 de dezembro (8º dia de Koiak).

## Vida e obras
Após tornar-se discípulo de Orígenes na famosa Escola Catequética de Alexandria, Héraclas passou a ser seu colaborador, ministrando aulas introdutórias para os alunos iniciantes, enquanto seu mestre ficava com os estudos avançados. No entanto, mais tarde, quando acontece o conflito entre a sé de Alexandria e Orígenes, Héraclas "mostra-se mal disposto em relação a Orígenes e, quando sucede a Demétrio, mantém as medidas tomadas contra ele".
Ele sucedeu seu mestre como reitor da escola.

## Título de Papa
Héraclas foi identificado como sendo o primeiro Patriarca de Alexandria a ser chamado de "Papa" (em grego:  Papas, um termo que igreja de Roma não passou a usar até pelo menos o século VI d.C.). O primeiro registro conhecido desta designação sendo dispensada à Héraclas é numa carta escrita pelo bispo de Roma, Dionísio, a Filêmon:
τοῦτον ἐγὼ τὸν κανόνα καὶ τὸν τύπον παρὰ τοῦ μακαρίου πάπα ἡμῶν Ἡρακλᾶ παρέλαβον.
Eu recebi estas regras e ordenamentos de nosso abençoado pai, Héraclas.